# Sebiș
Sebiș (en hongrois: Borossebes, en allemand : Sebesch) est une ville du județ d'Arad, dans la région de Crișana, en Roumanie. Située à près de 82 kilomètres d'Arad, la ville s'étend sur près de 65,94 km2.  

## Histoire
Le premier document qui atteste l'existence de la ville date de 1542, ce qui est relativement tardif par rapport à des villes proches comme Ineu ou encore Buteni. 

## Jumelages
- Depuis 1992, la ville est jumelée avec Elek, en Hongrie.

## Personnes célèbres
- Mihai Beniuc (1907-1988), poète et psychologue roumain.